# Notoperata maculata
Notoperata maculata là một loài Trichoptera trong họ Leptoceridae. Chúng phân bố ở miền Australasia.